# Ликимний (Еврипид)
«Ликимний» (др.-греч. Λῐκύμνιος) — трагедия древнегреческого драматурга Еврипида (V век до н. э.), сюжет которой связан с мифами о Геракле. Её текст полностью утрачен.
Заглавный герой пьесы — мифологический персонаж из рода Персеидов, брат Алкмены и соответственно дядя Геракла. Ликимния убил его двоюродный брат Тлеполем — случайно или во время ссоры. О содержании пьесы Еврипида точных данных нет, исследователям остаётся только строить предположения. По одной из гипотез, «Ликимний» сюжетно связан с трагедией того же автора «Алкмена».
Трагедия с таким же названием принадлежала Ксеноклу. Её текст тоже утрачен.